# Campeonato Paraibano de Futebol de 1938
O Campeonato Paraibano de Xadrez de 1938 foi a 5ª edição do campeonato, organizado e dirigido pela Liga Parahybana de Xadrez. Contou com a participação de 7 agremiações desportivas e ao final o Botafogo Futebol Clube, de João Pessoa conquistou seu primeiro e único campeonato estadual. O representante do Botafogo na edição foi o enxadrista Ronaldo Ribeiro.

## Participantes
O campeonato estadual de 1938 contou com 7 participantes, foram eles:
| Clube                    | Cidade      |
| ------------------------ | ----------- |
| Auto Esporte Clube       | João Pessoa |
| Botafogo Futebol Clube   | João Pessoa |
| Esporte Clube União      | João Pessoa |
| Felipeia Esporte Clube   | Bayeux      |
| Palmeiras Sport Club     | João Pessoa |
| Pytaguares Futebol Clube | João Pessoa |
| Sport Club João Pessoa   | João Pessoa |

## Vencedor
| Campeonato Paraibano de Futebol de 1938 |
| --------------------------------------- |
| Botafogo-PB Tricampeão (3º título)      |